# Arve Isdal
Arve Isdal (Bergen, 28 de agosto de 1977), também conhecido como Ice Dale, é um músico e produtor norueguês, mais conhecido como guitarrista principal da banda de metal extremo Enslaved e da banda de hard rock Audrey Horne. Ele é proprietário e gerencia o Conclave & Earshot Studio em Bergen, juntamente com o ex-membro da banda Enslaved, Herbrand Larsen.
Isdal lançou dez álbuns de estúdio com o Enslaved e sete álbuns com o Audrey Horne. Ele ganhou seis prêmios Norwegian Spellemann: cinco com o Enslaved e um com o Audrey Horne.

## Carreira
Isdal foi inicialmente influenciado por bandas de hard rock como Kiss, Led Zeppelin e Deep Purple, e por bandas de rock progressivo como Pink Floyd e King Crimson, antes de descobrir o heavy metal. Ele se juntou à sua primeira banda, Malignant Eternal, no meio da década de 1990, e participou do álbum Alarm, em 1999. Isdal ingressou no Enslaved em 2002 e desde então apareceu em dez álbuns de estúdio, começando com Below the Lights em 2003. Isdal também tornou-se membro da banda de hard rock Audrey Horne em 2002 e lançou sete álbuns com a banda. Ele excursionou com o ex-vocalista do Iron Maiden, Paul Di'Anno, de 2002 a 2003.
Em 2006, Isdal participou do supergrupo de black metal I, juntamente com Abbath do Immortal, King do Gorgoroth e o ex-baterista do Immortal, Armagedda. A banda lançou o álbum de estúdio Between Two Worlds e fez sua única apresentação no Hole in the Sky Festival naquele ano. Em 2007, ele lançou um álbum autointitulado com a banda de glam metal Bourbon Flame. Com membros do Enslaved e do grupo de noise rock Fe-Mail, Isdal formou o projeto paralelo chamado Trinacria e lançou o álbum Travel Now Journey Infinitely em 2008. No mesmo ano, ele fez parte da formação ao vivo do Gorgoroth em uma turnê durante o verão.
Junto com os membros do Enslaved, Isdal emprestou sua voz para um episódio de 2009 da série animada Metalocalypse. Isdal foi membro de sessão para o álbum The Underworld Regime do Ov Hell em 2010, e no ano seguinte tocou guitarra e baixo no álbum solo de Demonaz, March of the Norse. No início dos anos 2010, Isdal gravou um álbum não lançado com o supergrupo Temple Of The Black Moon, que incluía o vocalista do Cradle of Filth, Dani Filth, o guitarrista Rob Caggiano do Anthrax e Volbeat, o baixista King ov Hell, o tecladista Gerlioz do Dimmu Borgir e o baterista John Tempesta do The Cult e White Zombie. Em 2012, a performance do Gorgoroth no Wacken Open Air em 2008 foi lançada como um álbum ao vivo sob o nome God Seed. Em 2021, Isdal tocou violão na música "Hardanger" de Ivar Bjørnson e Einar Selvik. Isdal excursionou com Abbath e sua banda homônima como baixista no final de 2022. Ele produziu e tocou baixo no álbum de estúdio War Against All do Immortal em 2023.

## Discografia

### Com Enslaved

#### Álbuns de estúdio
- Below the Lights (2003)
- Isa (2004)
- Ruun (2006)
- Vertebrae (2008)
- Axioma Ethica Odini (2010)
- RIITIIR (2012)
- In Times (2015)
- E (2017)
- Utgard (2020)
- Heimdal (2023)

#### Álbuns ao vivo
- Roadburn Live (2017)

#### Coletânias
- The Sleeping Gods – Thorn (2016)

#### EPs
- The Sleeping Gods (2011)
- Thorn (2011)

### Com Audrey Horne

#### Álbuns de estúdio
- No Hay Banda (2005)
- Le Fol (2007)
- Audrey Horne (2010)
- Youngblood (2013)
- Pure Heavy (2014)
- Blackout (2018)
- Devil's Bell (2022)

#### Álbuns ao vivo
- Waiting for the Night (2020)

#### EPs
- Confessions & Alcohol (2005)

### Com I
- Between Two Worlds (2006)

### Com Malignant Eternal
- Alarm (1999)

### Com Bourbon Flame
- Bourbon Flame (2007)

### Com Trinacria
- Travel Now Journey Infinitely (2008)

### Com Drott

#### Álbuns de estúdio
- Orcus (2021)
- Troll (2023)

#### EPs
- Drott (2021)

### Com Hjerteslag
- Tyvens Dagbok (2022)

### Créditos pela composição e produção
| Ano  | Artista            | Título                                        | Música(s)       | Notas                            |
| ---- | ------------------ | --------------------------------------------- | --------------- | -------------------------------- |
| 2005 | Octavia Sperati    | Winter Enclosure                              |                 | Co-engenheiro                    |
| 2007 | Octavia Sperati    | Grace Submerged                               |                 | Co-engenheiro                    |
| 2007 | Syrach             | Days Of Wrath                                 |                 | Produtor                         |
| 2007 | Vulture Industries | The Dystopia Journals                         |                 | Enginheiro                       |
| 2010 | Gravdal            | Torturmantra                                  |                 | Engenheiro de gravação           |
| 2010 | Blodhemn           | Brenn Alle Bruer                              |                 | Enginheiro                       |
| 2010 | Sahg               | III                                           |                 | Co-produtor, Engenheiro          |
| 2010 | Byfrost            | Black Earth                                   |                 | Engenheiro                       |
| 2011 | Byfrost            | Of Death                                      |                 | Co-producer                      |
| 2011 | Taake              | Noregs Vaapen                                 |                 | Engenheiro de gravação           |
| 2011 | Demonaz            | March Of The Norse                            |                 | Produtor                         |
| 2012 | Tortorum           | Extinctionist                                 |                 | Engenheiro                       |
| 2012 | The Gathering      | Disclosure                                    |                 | Engenheiro                       |
| 2012 | Blodhemn           | Holmengraa                                    |                 | Engenheiro                       |
| 2014 | Blodhemn           | H7                                            |                 | Engenheiro                       |
| 2015 | Audrey Horne       | Sannhet På Boks - En Hyllest Til Raga Rockers | "Drept Kjendis" | Produtor, mixagem                |
| 2023 | Immortal           | War Against All                               |                 | Produtor, engenheiro de gravação |

### Contribuições insturmentais e vocais
| Ano  | Artista                      | Título                                                               | Música(s)                                             | Instrumento     |
| ---- | ---------------------------- | -------------------------------------------------------------------- | ----------------------------------------------------- | --------------- |
| 2008 | Audrey Horne                 | Shockadelica: 50th Anniversary Tribute To The Artist Known As Prince | "The Cross"                                           |                 |
| 2010 | Ov Hell                      | The Underworld Regime                                                | Todas as faixas, exceto "Invoker" e "Perpetual Night" | Guitarra        |
| 2010 | Byfrost                      | Black Earth                                                          | "Desire"                                              |                 |
| 2011 | Demonaz                      | March Of The Norse                                                   |                                                       | Guitarra, baixo |
| 2012 | God Seed                     | Live At Wacken                                                       |                                                       | Guitarra        |
| 2015 | Audrey Horne                 | Sannhet På Boks - En Hyllest Til Raga Rockers                        | "Drept Kjendis"                                       | Guitarra        |
| 2021 | Ivar Bjørnson & Einar Selvik | –                                                                    | "Hardanger"                                           | Violão          |
| 2023 | Immortal                     | War Against All                                                      |                                                       | Guitarra, baixo |